# District de Cusipata
Le district de Cusipata est l’un des douze districts de la province de Quispicanchi située dans le département de Cusco, au Pérou.
Il a été créé d'après la Loi n°9164 du 5 septembre 1940 avec pour capitale la ville de Cusipata.